# Aki Kaurismäki
Aki Kaurismäki (Orimattila Finlandia, 4 de abril de 1957) es un director de cine finlandés, famoso por sus películas ambientadas entre las clases sociales más desfavorecidas, en especial las del norte de Europa, a menudo con situaciones y personajes extravagantes.
Es el fundador junto a su hermano Mika Kaurismäki del Midnight Sun Film Festival de Sodankylä y de la distribuidora cinematográfica Ville Alpha (y que recibe su nombre en honor de la película Alphaville de Jean-Luc Godard).

## Trayectoria
Tras hacer estudios en la Universidad de Tampere, Aki Kaurismäki inició su carrera como ayudante de guionista y actor en filmes de su hermano mayor, Mika Kaurismäki. Su inicio como director independiente se produjo al rodar Crimen y castigo (1983), que adaptaba la novela homónima de Dostoyevski en un Helsinki moderno.
Gran parte de la obra de Kaurismäki se centra en Helsinki. Sucede especialmente con Calamari Union (1985), y la trilogía Sombras en el paraíso (1986), Ariel (1988) y La chica de la fábrica de cerillas (1990), donde se percibe que la perspectiva del autor es crítica y marcadamente ajena al romanticismo, de modo tal que los destinos de los personajes son la huida a México (Ariel), o a Estonia (Calamari Union, Toma tu pañuelo, Tatiana), así como que la década decisiva para el autor fue la de 1980.
Su reconocimiento internacional llegó con Los vaqueros de Leningrado van a América (1989). Ariel fue premiado en Moscú, y Un hombre sin pasado (2002), en Cannes, siendo nominado además en Hollywood. Pero Kaurismäki ha preferido no ir a las ceremonias del cine.
Se dice que Kaurismäki está influenciado por autores franceses de la talla de Jean-Pierre Melville y Robert Bresson; algunos incluso hablan de la presencia de Rainer Werner Fassbinder, si bien Kaurismäki ha señalado que es un autor conocido por él sólo recientemente. Asimismo tiene un toque de humor que recuerda al de Jim Jarmusch, al que Kaurismäki incluye como tal en Leningrad Cowboys Go America. Por su parte, Jarmusch utiliza actores de Kaurismäki en su Night on Earth. Reside en el norte de Portugal.

## Filmografía

### Largometrajes
- Crimen y castigo, 1983.
- Calamari Union, 1985.
- Sombras en el paraíso, de 1986.
- Hamlet va de negocios, 1987.
- Ariel, 1988.
- Likaiset kädet (Les mains sales), 1989.
- Leningrad Cowboys Go America, 1989.
- La chica de la fábrica de cerillas, 1990.
- Contraté a un asesino a sueldo, 1990 .
- La vida de Bohemia, 1992.
- Toma tu pañuelo, Tatiana, 1994.
- Leningrad Cowboys Meet Moses, 1994.
- Nubes pasajeras, 1996.
- Juha, 1999.
- Un hombre sin pasado (2002).
- Luces al atardecer de 2006.
- Le Havre de 2011.
- El otro lado de la esperanza de 2017.
- Fallen Leaves de 2023.

### Documentales
- Saimaa-ilmiö (Saimaa Gesture), 1981
- Total Balalaika Show, 1994
- Juice Leskinen & Grand Slam: Bluesia Pieksämäen asemalla, 2013 (18 min)

### Cortometrajes
- Rocky VI, 1986 (8 min)
- Through the Wire, 1987 (6 min)
- Rich Little Bitch, 1987 (6 min)
- L.A. Woman, 1987 (5 min)
- Those Were The Days, 1991 (5 min)
- These Boots, 1992 (5 min)
- Välittäjä, 1996
- Dogs Have No Hell (episodio de 10 minutos de Ten Minutes Older - The Trumpet), 2002.
- Bico (episodio de 5 minutos de Visions of Europe), 2004.
- The Foundry (episodio de 3 minutos de To Each His Own Cinema), 2006.
- Tavern Man (episodio de 14 minutos de Centro Histórico), 2012.
- Vandaleyne (cameo y gracias), 2015.

## Premios y distinciones
Premios Óscar
| Año  | Categoría                                       | Película             | Resultado |
| ---- | ----------------------------------------------- | -------------------- | --------- |
| 2003 | Mejor película extranjera (de habla no inglesa) | Un hombre sin pasado | Nominado  |

Festival Internacional de Cine de San Sebastián
| Año  | Categoría            | Película             | Resultado |
| ---- | -------------------- | -------------------- | --------- |
| 2002 | Gran Premio FIPRESCI | Un hombre sin pasado | Ganador   |
| 2023 | Gran Premio FIPRESCI | Fallen Leaves        | Ganador   |

Festival Internacional de Cine de Cannes
| Año  | Categoría                                      | Película             | Resultado |
| ---- | ---------------------------------------------- | -------------------- | --------- |
| 2002 | Gran Premio del Jurado                         | Un hombre sin pasado | Ganador   |
| 2002 | Premio del Jurado Ecuménico                    | Un hombre sin pasado | Ganador   |
| 2011 | Premio de la crítica                           | Le Havre             | Ganador   |
| 2011 | Premio del Jurado Ecuménico - Mención especial | Le Havre             | Ganador   |